# Ácido pimélico
El ácido pimélico es un ácido dicarboxílico de cadena lineal cuya fórmula molecular es C7H12O4. Su nombre proviene del griego πιμελη (pimele, grasa), dado que fue aislado a partir de grasas oxidadas. Se obtuvo en 1884 por Ganttner et al. como un producto de la oxidación del ácido ricinoleico del aceite de ricino.